# Argentina en los Juegos Olímpicos de Albertville 1992
Argentina participó en los Juegos Olímpicos de Albertville 1992, con una delegación de 20 atletas (15 hombres y 5 mujeres) que compitieron en cinco deportes. La portadora de la bandera en la ceremonia de apertura fue la esquiadora Carolina Eiras.
El equipo olímpico argentino no obtuvo ninguna medalla en estos Juegos.

## Biatlón
Masculino
| Atleta           | Evento           | Fallos     | Tiempo     | Posición   |
| ---------------- | ---------------- | ---------- | ---------- | ---------- |
| Juan Fernández   | 10 km sprint     | 2          | 40:32,0    | 93         |
| Juan Fernández   | 20 km individual | 5          | 1:25:27,1  | 91         |
| Alejandro Guerra | 10 km sprint     | 2          | 40:16,8    | 92         |
| Roberto Lucero   | 10 km sprint     | 8          | 41:38,5    | 94         |
| Roberto Lucero   | 20 km individual | No terminó | No terminó | No terminó |
| Luis Ríos        | 10 km sprint     | 3          | 36:07,5    | 91         |
| Luis Ríos        | 20 km individual | 3          | 1:14:43,8  | 86         |
| Marcelo Vásquez  | 20 km individual | 8          | 1:22:02,6  | 90         |

Femenino
| Atleta         | Evento           | Fallos | Tiempo    | Posición |
| -------------- | ---------------- | ------ | --------- | -------- |
| María Giro     | 7,5 km sprint    | 0      | 27:53,5   | 36       |
| María Giro     | 15 km individual | 6      | 1:03:18,0 | 63       |
| Fabiana Lovece | 7,5 km sprint    | 9      | 39:07,0   | 68       |

## Esquí acrobático
Masculino
| Atleta             | Evento | Clasificación | Clasificación | Clasificación | Final     | Final     | Final     |
| Atleta             | Evento | Tiempo        | Puntos        | Posición      | Tiempo    | Puntos    | Posición  |
| ------------------ | ------ | ------------- | ------------- | ------------- | --------- | --------- | --------- |
| Ignacio Bustamante | Moguls | 37,33         | 18,18         | 30            | No avanzó | No avanzó | No avanzó |

## Esquí alpino
Masculino
| Atleta              | Evento          | 1.ª manga  | 2.ª manga  | Total     | Total     |
| Atleta              | Evento          | Tiempo     | Tiempo     | Tiempo    | Posición  |
| ------------------- | --------------- | ---------- | ---------- | --------- | --------- |
| Gáston Begue        | Eslalon         | No terminó | No terminó | No avanzó | No avanzó |
| Gáston Begue        | Eslalon gigante | 1:17,22    | 1:13,94    | 2:31,16   | 54        |
| Gáston Begue        | Super gigante   | —          | —          | 1:22,52   | 61        |
| Carlos Espiasse     | Eslalon gigante | 1:16,77    | No terminó | No avanzó | No avanzó |
| Carlos Espiasse     | Super gigante   | —          | —          | 1:22,68   | 62        |
| Agustín Neiman      | Eslalon gigante | 1:16,44    | 1:11,87    | 2:28,31   | 47        |
| Agustín Neiman      | Super gigante   | —          | —          | 1:22,47   | 60        |
| Federico van Ditmar | Eslalon         | 1:00,62    | 1:00,87    | 2:01,49   | 39        |
| Federico van Ditmar | Eslalon gigante | No terminó | No terminó | No avanzó | No avanzó |
| Federico van Ditmar | Super gigante   | —          | —          | 1:19,07   | 46        |

Femenino
| Atleta             | Evento          | 1.ª manga  | 2.ª manga  | Total     | Total     |
| Atleta             | Evento          | Tiempo     | Tiempo     | Tiempo    | Posición  |
| ------------------ | --------------- | ---------- | ---------- | --------- | --------- |
| Carolina Eiras     | Descenso        | —          | —          | 2:02,81   | 29        |
| Carolina Eiras     | Eslalon         | No terminó | No terminó | No avanzó | No avanzó |
| Carolina Eiras     | Eslalon gigante | 1:12,55    | 1:13,36    | 2:25,91   | 27        |
| Carolina Eiras     | Super gigante   | —          | —          | 1:32,33   | 39        |
| Astrid Steverlynck | Eslalon         | 54,83      | 50,70      | 1:45,53   | 30        |
| Astrid Steverlynck | Eslalon gigante | 1:15,01    | 1:16,15    | 2:31,16   | 32        |
| Astrid Steverlynck | Super gigante   | —          | —          | 1:33,48   | 40        |

| Atleta             | Evento    | Descenso | Eslalon   | Eslalon    | Total     | Total     |
| Atleta             | Evento    | Tiempo   | 1.ª manga | 2.ª manga  | Puntos    | Posición  |
| ------------------ | --------- | -------- | --------- | ---------- | --------- | --------- |
| Carolina Eiras     | Combinado | 1:34,00  | 38,93     | 40,48      | 184,96    | 21        |
| Astrid Steverlynck | Combinado | 1:31,71  | 38,56     | No terminó | No avanzó | No avanzó |

## Esquí de fondo
Masculino
| Atleta          | Evento            | Tiempo     | Posición   |
| --------------- | ----------------- | ---------- | ---------- |
| Guillermo Alder | 10 km clásico     | 37:11,8    | 97         |
| Guillermo Alder | 15 km persecución | 58:33,2    | 92         |
| Guillermo Alder | 30 km clásico     | 1:47:07,4  | 79         |
| Luis Argel      | 10 km clásico     | 36:33,6    | 92         |
| Luis Argel      | 15 km persecución | 55:56,0    | 87         |
| Luis Argel      | 30 km clásico     | No terminó | No terminó |
| Sébastian Menci | 10 km clásico     | 40:00,2    | 104        |
| Sébastian Menci | 15 km persecución | 1:04:24,0  | 93         |
| Diego Prado     | 10 km clásico     | 41:46,2    | 106        |
| Diego Prado     | 15 km persecución | 1:09:05,2  | 95         |

Femenino
| Atleta     | Evento            | Tiempo    | Posición |
| ---------- | ----------------- | --------- | -------- |
| Inés Alder | 5 km cláscio      | 18:31,6   | 60       |
| Inés Alder | 10 km persecución | 39:41,4   | 57       |
| Inés Alder | 15 km cláscio     | 54:26,9   | 49       |
| Inés Alder | 30 km libre       | 1:50:50,6 | 55       |

## Luge
Masculino
| Atleta         | Evento     | 1.ª manga | 1.ª manga | 2.ª manga | 2.ª manga | 3.ª manga | 3.ª manga | 4.ª manga | 4.ª manga | Total    | Total    |
| Atleta         | Evento     | Tiempo    | Posición  | Tiempo    | Posición  | Tiempo    | Posición  | Tiempo    | Posición  | Tiempo   | Posición |
| -------------- | ---------- | --------- | --------- | --------- | --------- | --------- | --------- | --------- | --------- | -------- | -------- |
| Rubén González | Individual | 47,301    | 28        | 47,238    | 29        | 48,086    | 30        | 49,152    | 33        | 3:11,777 | 31       |